# Sarcophaga rubrianalis
Sarcophaga rubrianalis är en tvåvingeart som först beskrevs av Macquart 1851.  Sarcophaga rubrianalis ingår i släktet Sarcophaga och familjen köttflugor. Inga underarter finns listade i Catalogue of Life.